# 新高 (防護巡洋艦)
新高（にいたか、旧仮名:にひたか）は、日本海軍の防護巡洋艦。
艦名は当時日本領内の最高峰であった台湾の「新高山」（現「玉山」）にちなむ。
この山の名前は太平洋戦争開戦時の暗号電報「ニイタカヤマノボレ、一二〇八」でも有名である。

## 概要
1904年 (明治37年) 1月27日に横須賀で竣工した小型の防護巡洋艦。
建造時の類別は三等巡洋艦。
直後に日露戦争開戦、「新高」も従軍した。
当初は第二艦隊に所属、その後に第一艦隊に移り、日本海海戦にも参加した。
1912年 (大正元年) に二等巡洋艦に類別変更、
1914年 (大正3年) からの
第一次世界大戦では青島攻略戦に参加、さらにインド洋、南アフリカ水域での作戦に従事した。
旧式化により1921年に二等海防艦へ類別変更、
この頃は主に北洋漁業の保護と警備任務に従事した。
1922年（大正11年）8月26日、カムチャツカ半島で悪天候により転覆遭難し、失われた。

## 艦型

### 主要要目
計画要目
冒頭の表の要目は主に計画時の値となる。

進水時の計画吃水として5.200 mの値もある。
竣工時
竣工直後 (1904年8月調べ) の主要要目は以下の通り。
- 排水量 : 3,366ロングトン (3,420 t)
- 垂線間長 : 334 ft 8 in (102.006 m)
- 最大幅 : 44 ft 1+5⁄16 in (13.445 m)
- 吃水 : 16 ft 2 in (4.928 m)

1920年
1920年調べで排水量3,410ロングトン (3,465 t)、乗員287名の値もある。
最終時
遭難後に策定された『軍艦新高覆没事件査定書』によれば遭難時点の常備排水量は約3,316ロングトン (3,369 t)。

### 機関
ボイラーはフランスから輸入されたニクロース式缶で16基を装備、蒸気圧力は210 psi (15 kg/cm2)。
ボイラーを除いた機関は船体と同様に横須賀で製造された。
主機は直立3段4気筒レシプロで、
気筒の配置は艦首から低圧筒1、高圧筒、中圧筒、低圧筒2の順、気筒直径は高圧20.5 in (521 mm)、中圧44.5 in (1,130 mm)、低圧49.25 in (1,251 mm)を2基、行程30 in (762 mm)。
回転数は計画で185rpm。
「新高」と装甲巡洋艦「磐手」は二本スクリュー内側回転のため、操艦の難しい艦として有名であったという。

#### 燃料
石炭の搭載量は満載633ロングトン (643 t)で上部炭庫と下部炭庫 (庫量321ロングトン (326 t) ) に分かれる。
石炭の使用には上部のものを下部へ移動する必要があったが、その移動量は1日で40ロングトン (41 t)に過ぎず、緊急時には下部炭庫に搭載の量 (満載量の半分程度) しか使用出来なかった。
このため1904年12月 (竣工から1年足らず) に改善の要求が出されている。

#### 公試成績
回転数178.1rpm、出力8,227馬力の記録が残る。

#### 機関の変遷
1915年(大正4年)10月まで、大修理 (機関修理など) を行った。

### 兵装

#### 砲熕兵装
竣工時 (1904年) の兵装は以下の通り (括弧内の内容はによる)。
- 15センチ速射砲[注釈 2] 6門 (艦首、艦尾に各1門、舷側に各2門)
- 12ポンド速射砲[注釈 3] 10門 (舷側の前部に左右各1門、後部に左右各1門、中央部に左右各3門)
- 47mm 軽速射砲(山内砲) 4門 (舷側中央部に左右各2門)

#### 水雷兵装
1898年の米西戦争の戦訓として魚雷の搭載は誘爆の危険が大きいとわかり、
日本の防護巡洋艦として魚雷発射管を廃止した最初の艦になった。

#### 無線兵装
新造時より無線電信を装備した日本で最初の軍艦となった。
無線アンテナのために無線用の斜桁(ガフ)を計画より延長、先端を上甲板から150 ft (46 m)の高さにした (当初計画はマストの高さを130 ft (40 m)に延長する)。

#### 兵装の変遷
1904年
装備の47mm砲はこの程度の艦には必要なく、艦載艇搭載用に1門を残し全て撤去することが1904年12月に要望されている。
1920年
1920年時点での兵装は以下の通り。
- 四一式15センチ砲[注釈 2] 6門
- 安式8センチ砲[注釈 3] 10門
- 麻式6.5mm機砲 1挺(警備時は2挺)
- 探照灯 3基

## 艦歴

### 建造
1900年 (明治33年) 2月21日付で、明治33年度(1900年4月1日から1901年3月31日)より製造着手の三等巡洋艦の詳細設計を横須賀海軍造船廠でするよう訓令が有り、造船廠は後に図面や目録などを海軍省へ提出、10月18日に製造の訓令が出された。
1901年 (明治34年) 2月1日に第一号三等巡洋艦を「新高」と命名されたと令達があった。
1902年（明治35年）1月7日、横須賀海軍造船廠で起工。
1902年（明治35年）11月15日の進水式には、明治天皇皇后（のち昭憲皇太后）が臨席した。
同日附で第一号三等巡洋艦は制式に「新高」と命名。
```
明治三十五年一月此ノ三等巡洋艦ノ構造ヲ始メ今ヤ船體ノ成ルヲ告ケ新高ト命名セラル
[
36
]
```

「新高」は午後2時40分に無事進水した。
また同日附で三等巡洋艦に類別された。
1904年（明治37年）
1月15日と16日に大砲公試発射を館山沖で実施した。
竣工が急がれたため公試未了のまま、
1月27日に竣工した。

### 日露戦争
日露戦争では、仁川沖海戦、旅順攻略作戦、蔚山沖海戦（直接の戦闘には間に合わず）に参加、
その他に陸兵輸送や海峡警備などを行った。
同1904年12月20日に佐世保を出航、バルチック艦隊の偵察のために清国南部から台湾、ルソン島西岸などを行動、1905年 (明治38年) 1月11日に帰国した。
また日本海海戦に参加した。

### 1912年
1912年（大正元年）8月28日、日本海軍は艦艇類別等級表を改訂する。排水量7,000トン未満の巡洋艦を『二等巡洋艦』と規定したため、新高以下13隻が二等巡洋艦に類別された。

### 第一次世界大戦
第一次世界大戦では、青島攻略戦に参加。
「須磨」「矢矧」「対馬」や第二駆逐隊らと第一特務艦隊を編成、インド洋から喜望峰まで、更にオーストラリア方面へ派遣された。

### 1920年-1921年
尼港事件後の1920年6月、「新高」はカムチャツカ半島へ派遣された。
1921年（大正10年）初頭には巡洋艦2隻（利根、新高）で第二南遣艦隊（吉田清風少将）を編制していたが間もなく解隊され、「新高」（当時の新高艦長今村信次郎中佐、副長柳沢恭亮少佐、航海長福留繁大尉）は単独で東南アジア方面の巡航に従事した。5月から9月にかけて、南シナ海、オランダ領東インド諸島、スラバヤ・バタビア方面の警備と調査をおこなっている。
同時期、欧州訪問を終えた皇太子（のち昭和天皇。当時20歳）は御召艦「香取」に乗艦し、帰路についていた。8月21日、「香取」（艦長漢那憲和大佐）および随艦「鹿島」（第三艦隊司令長官小栗孝三郎中将、鹿島艦長小山武大佐）はカムラン湾に到着した。「新高」及び給炭艦「室戸」（侍従甘露寺受長乗艦）は2隻を出迎えた。
8月23日、給炭作業の合間に皇太子と閑院宮載仁親王は「新高」に乗艦し、乗組員の歓迎を受けた。8月25日午前6時、艦隊（香取、鹿島、新高、室戸）はカムラン湾を出発、「室戸」は台湾へ、「新高」はマニラへ向かい、日本を目指す戦艦2隻（香取、鹿島）と別れた。
9月1日、本艦含め二等巡洋艦5隻（千歳、須磨、明石、新高、対馬）は二等海防艦に類別変更された。

### 喪失
1922年（大正11年）
5月15日「新高」は警備艦に定められた。
6月10日、古賀琢一大佐（新高艦長）指揮下の3隻（海防艦〈新高〉、第1駆逐隊〈欅、槇〉）は室蘭を出発、漁船保護を主任務として北方海域に向かった。8月25日、カムチャツカ半島（オホーツク海）で漁業保護任務に従事中の「新高」はオジョールナヤ基地沖で停泊中、夕刻より天候が急変する。新高乗組員は「千島列島の火山が噴火したのか」と噂していたという。その後、新高は暴風（台風）に遭遇し、8月26日午前5時30分から午前6時頃にかけて北緯51度33分 東経156度28分 / 北緯51.550度 東経156.467度地点で座礁、右舷に転覆した。

8月27日正午、海岸に漂着した岡田一等水兵よりキスカ島電信所を通じて遭難報告を受けた第一駆逐隊司令中川鞆信中佐は、駆逐艦「欅」から「槇」（艦長山中順一少佐、水雷長小柳冨次大尉）に移乗（欅は座礁によりスクリュー損傷中）。ペトロパブロフスクを出撃し、占守海峡を通過して8月28日朝になり新高遭難現場に到着する。
新高艦長の古賀琢一大佐以下総員343名（うち通訳嘱託1名、傭人4名）のうち生還したのは、岡田水兵と艦内から救助された機関兵15名（1名は救出後に死亡）のみであった。
殉職者は艦長以下328名となった。
また新高遭難現場には、9月4日に室戸型給炭艦2番艦「野島」、同月6日に装甲巡洋艦「八雲」も派遣されている。
新高沈没の情況は皇太子（のちの昭和天皇）にも報告された。殉職者の葬儀は9月29日（下士官兵）と9月30日（艦長以下士官）に行われた。

### その後
翌1923年（大正12年）4月1日、「新高」は除籍。艦艇類別等級表からも除かれた。「新高」の残骸については、工作艦「関東」（艦長内藤省一大佐）の手により現地で解体処分および遺体の回収が実施された。
残った残骸は1924年 (大正13年) 10月に現状のまま日魯漁業へ売却された。

## 艦長
※『日本海軍史』第9巻・第10巻の「将官履歴」及び『官報』に基づく。階級は就任時のもの。
- （兼）荘司義基 中佐：1903年7月21日 - 1903年12月28日
- 荘司義基 中佐：1903年12月28日 - 1905年12月20日
- 山縣文蔵 大佐：1905年12月20日 - 1906年8月30日
- 宮地貞辰 大佐：1906年8月30日 - 1906年11月22日
- 秀島成忠 中佐：1906年11月22日 - 1908年4月7日
- 中島市太郎 中佐：1908年4月7日 - 1908年12月23日
- 笠間直 大佐：1909年5月19日 - 回航中
- 桜野光正 中佐：1909年12月1日 - 1911年10月25日
- 榊原忠三郎 大佐：1911年10月25日 - 1912年12月1日
- 飯田久恒 大佐：1913年4月1日 - 1913年9月13日
- 秋沢芳馬 中佐：1913年9月13日 - 1914年5月27日
- 小林研蔵 中佐：1914年8月13日 - 1914年10月30日
- 野崎小十郎 中佐：1914年10月30日 - 1915年3月20日
- 岩田秀雄 大佐：1915年4月1日[69] - 1916年12月1日
- 安村介一 大佐：1916年12月1日 - 1917年2月7日
- 犬塚太郎 大佐：1917年2月7日 - 1917年11月22日
- 黒瀬清一 大佐：1917年12月1日 - 1918年5月13日
- 名古屋為毅 大佐：1918年5月13日[70] - 1919年5月26日[71]
- 有田秀通 中佐：1919年5月26日[71] - 1920年11月20日
- （心得）今村信次郎 中佐：1920年11月20日 - 1920年12月1日
- 今村信次郎 大佐：1920年12月1日 - 1921年9月2日[72]
- 野村仁作 大佐：1921年9月2日[72] - 1922年5月15日[73]
- 古賀琢一 大佐：1922年5月15日[73] - 1922年8月26日（殉職）